# 第15回全日本アンサンブルコンテスト
第15回全日本アンサンブルコンテストは、1992年に行われた全日本アンサンブルコンテストの第15回大会である。

## 概要
1992年3月20日に埼玉・ソニックシティホールで開催された。全日本吹奏楽連盟・朝日新聞社主催。文化庁・日本放送協会・埼玉県教育委員会・大宮市教育委員会後援。

### 審査員
- 内山洋
- 小沢千尋
- 織田準一
- 呉信一
- 柴山洋
- 杉木峯夫
- 塚田靖
- 冨岡和男
- 藤井一男

### 備考
本大会から審査員が、5人から9人に増員された。

## 代表校・代表団体
下記表では同一校から2グループが出場した場合は、「W'（ダブル）出場」と表記。

### 中学の部
| 中学の部 | 中学の部          | 中学の部                           | 中学の部     |
| 支部     | 都道府県 （地区） | 代表校                             | 出場回数     |
| -------- | ----------------- | ---------------------------------- | ------------ |
| 北海道   | 札幌地区          | 札幌市立宮の丘中学校吹奏楽部       | 4回目2年連続 |
| 北海道   | 旭川地区          | 旭川市立永山南中学校吹奏楽部       | 2回目6年ぶり |
| 東北     | 青森県            | 八戸市立根城中学校吹奏楽部         | 初出場       |
| 東北     | 福島県            | 原町市立原町第二中学校吹奏楽部     | 4回目4年連続 |
| 関東     | 神奈川県          | 藤沢市立御所見中学校吹奏楽部       | 初出場       |
| 関東     | 埼玉県            | 川越市立野田中学校吹奏楽部         | 2回目2年ぶり |
| 東京     | 東京都            | 世田谷学園中学校吹奏楽部           | 4回目4年連続 |
| 東京     | 東京都            | 玉川学園中学部吹奏楽部             | 4回目2年連続 |
| 北陸     | 富山県            | 高岡市立牧野中学校吹奏楽部         | 初出場       |
| 北陸     | 石川県            | 辰口町立辰口中学校吹奏楽部         | 初出場       |
| 東海     | 長野県            | 長野市立東部中学校吹奏楽部         | 初出場       |
| 東海     | 静岡県            | 富士宮市立富士宮第四中学校吹奏楽部 | 2回目2年連続 |
| 関西     | 大阪府            | 大阪市立城陽中学校吹奏楽部         | 9回目2年連続 |
| 関西     | 和歌山県          | 和歌山市立西和中学校吹奏楽部       | 2回目2年ぶり |
| 中国     | 鳥取県            | 淀江町立淀江中学校吹奏楽部         | 初出場       |
| 中国     | 山口県            | 下関市立玄洋中学校吹奏楽部         | 4回目6年ぶり |
| 四国     | 香川県            | 三木町立三木中学校吹奏楽部         | 初出場       |
| 四国     | 愛媛県            | 松山市立雄新中学校吹奏楽部         | 6回目6年ぶり |
| 九州     | 福岡県            | 北九州市立高塔中学校吹奏楽部       | 2回目2年連続 |
| 九州     | 沖縄県            | 那覇市立城北中学校吹奏楽部         | 初出場       |

### 高校の部
| 高校の部 | 高校の部          | 高校の部                         | 高校の部                |
| 支部     | 都道府県 （地区） | 代表校                           | 出場回数                |
| -------- | ----------------- | -------------------------------- | ----------------------- |
| 北海道   | 札幌地区          | 北海道大麻高等学校吹奏楽部       | 初出場                  |
| 北海道   | 札幌地区          | 北海道札幌開成高等学校吹奏楽部   | 初出場                  |
| 東北     | 青森県            | 青森県立八戸北高等学校吹奏楽部   | 初出場                  |
| 東北     | 福島県            | 桜の聖母学院高等学校吹奏楽部     | 2回目2年ぶり            |
| 関東     | 千葉県            | 習志野市立習志野高等学校吹奏楽部 | 4回目3年連続／Ｗ出場 ア |
| 東京     | 東京都            | 関東第一高等学校吹奏楽部         | 3回目2年ぶり            |
| 東京     | 東京都            | 世田谷学園高等学校吹奏楽部       | 2回目2年連続            |
| 北陸     | 石川県            | 石川県立寺井高等学校吹奏楽部     | 初出場                  |
| 北陸     | 福井県            | 福井県立武生東高等学校吹奏楽部   | 3回目3年ぶり            |
| 東海     | 愛知県            | 愛知工業大学名電高等学校吹奏楽部 | 11回目4年連続           |
| 東海     | 三重県            | 三重県立四日市高等学校吹奏楽部   | 初出場                  |
| 関西     | 大阪府            | 大阪信愛女学院高等学校吹奏楽部   | 5回目2年連続            |
| 関西     | 大阪府            | 明星高等学校吹奏楽部             | 初出場                  |
| 中国     | 鳥取県            | 鳥取県立米子東高等学校吹奏楽部   | 初出場                  |
| 中国     | 岡山県            | 金山学園高等学校吹奏楽部         | 4回目3年連続            |
| 四国     | 徳島県            | 徳島県立城南高等学校吹奏楽部     | 初出場                  |
| 四国     | 香川県            | 香川県立高松高等学校吹奏楽部     | 4回目4年ぶり            |
| 九州     | 福岡県            | 精華女子高等学校吹奏楽部         | 初出場                  |
| 九州     | 福岡県            | 福岡県立東筑高等学校吹奏楽部     | 初出場                  |

### 大学の部
| 大学の部 | 大学の部          | 大学の部                             | 大学の部       |
| 支部     | 都道府県 （地区） | 代表団体                             | 出場回数       |
| -------- | ----------------- | ------------------------------------ | -------------- |
| 北海道   | 函館地区          | 北海道教育大学函館分校吹奏楽部       | 4回目3年ぶり   |
| 東北     | 岩手県            | 岩手大学吹奏楽部                     | 2回目2年連続   |
| 関東     | 埼玉県            | 文教大学吹奏楽部                     | 4回目2年連続   |
| 東京     | 東京都            | 亜細亜大学吹奏楽団                   | 3回目5年ぶり   |
| 北陸     | 石川県            | 金沢大学アカデミアブラスアンサンブル | 14回目11年連続 |
| 東海     | 愛知県            | 日本福祉大学合奏研究会吹奏楽団       | 初出場         |
| 関西     | 大阪府            | 関西大学応援団吹奏楽部               | 8回目8年連続   |
| 中国     | 島根県            | 島根大学吹奏楽部                     | 2回目3年ぶり   |
| 四国     | 香川県            | 香川大学吹奏楽団                     | 6回目2年ぶり   |
| 九州     | 福岡県            | 福岡大学応援指導部吹奏楽団           | 5回目2年ぶり   |

### 職場の部
| 職場の部 | 職場の部          | 職場の部                     | 職場の部      |
| 支部     | 都道府県 （地区） | 代表団体                     | 出場回数      |
| -------- | ----------------- | ---------------------------- | ------------- |
| 北海道   | 日胆地区          | 新日鐵室蘭吹奏楽団           | 4回目2年連続  |
| 東北     | 宮城県            | JR東日本東北吹奏楽団         | 4回目2年連続  |
| 関東     | 神奈川県          | 日本電気玉川吹奏楽団         | 13回目4年連続 |
| 東京     | 東京都            | NTT東京吹奏楽団              | 初出場        |
| 東海     | 静岡県            | ヤマハ吹奏楽団浜松           | 8回目2年ぶり  |
| 関西     | 大阪府            | 枚方寝屋川消防組合消防音楽隊 | 4回目2年ぶり  |
| 中国     | 広島県            | NTT中国吹奏楽団              | 10回目9年連続 |
| 九州     | 福岡県            | ブリヂストン吹奏楽団久留米   | 4回目3年ぶり  |

### 一般の部
| 一般の部 | 一般の部          | 一般の部                           | 一般の部      |
| 支部     | 都道府県 （地区） | 代表団体                           | 出場回数      |
| -------- | ----------------- | ---------------------------------- | ------------- |
| 北海道   | 札幌地区          | 札幌吹奏楽団                       | 6回目2年ぶり  |
| 東北     | 宮城県            | 仙台サクソフォンアンサンブルクラブ | 初出場        |
| 関東     | 茨城県            | 古河地区吹奏楽集団                 | 初出場        |
| 東京     | 東京都            | 乗泉寺吹奏楽団                     | 13回目5年連続 |
| 北陸     | 石川県            | 百萬石ウインドオーケストラ         | 3回目2年ぶり  |
| 東海     | 岐阜県            | 長良シンフォニックバンド           | 初出場        |
| 関西     | 大阪府            | 淀川工業高等学校OB吹奏楽団         | 初出場        |
| 中国     | 島根県            | アンサンブル・アットホーム         | 初出場        |
| 四国     | 愛媛県            | 松山サクソフォーンアンサンブル     | 初出場        |
| 九州     | 長崎県            | 佐世保吹奏楽団                     | 2回目3年ぶり  |

## 結果

### 中学の部
| 中学の部 | 中学の部          | 中学の部                           | 中学の部             | 中学の部                                                 | 中学の部 | 中学の部 |
| No.      | 代表支部          | 団体名                             | 編成                 | 演奏曲（作曲者／編曲者）                                 | 賞       | 補足     |
| -------- | ----------------- | ---------------------------------- | -------------------- | -------------------------------------------------------- | -------- | -------- |
| 1        | 中国／ 鳥取県     | 淀江町立淀江中学校吹奏楽部         | 打楽器七重奏         | パーティクルズ （T.ブラウン）                            | 銅       |          |
| 2        | 北陸／ 石川県     | 辰口町立辰口中学校吹奏楽部         | 打楽器五重奏         | 5人の打楽器奏者のためのゲインズボーロー （T.ゴーガー）   | 金       |          |
| 3        | 九州／ 沖縄県     | 那覇市立城北中学校吹奏楽部         | 打楽器五重奏         | 5人の打楽器奏者のためのゲインズボーロー （T.ゴーガー）   | 銀       |          |
| 4        | 関西／ 大阪府     | 大阪市立城陽中学校吹奏楽部         | クラリネット八重奏   | ドデカフォニック・エッセイ （E.デル・ボルゴ）            | 金       |          |
| 5        | 東北／ 青森県     | 八戸市立根城中学校吹奏楽部         | クラリネット八重奏   | コラールと舞曲 （V.ネリベル）                            | 銅       |          |
| 6        | 関東／ 埼玉県     | 川越市立野田中学校吹奏楽部         | クラリネット四重奏   | 「ディヴェルティメント」より （A.ウール）                | 銅       |          |
| 7        | 九州／ 福岡県     | 北九州市立高塔中学校吹奏楽部       | クラリネット四重奏   | 「ディヴェルティメント」より （A.ウール）                | 銀       |          |
| 8        | 東京／ 中学       | 世田谷学園中学校吹奏楽部           | クラリネット四重奏   | ロザムンデ （F.シューベルト／加藤政広）                  | 金       |          |
| 9        | 関西／ 和歌山県   | 和歌山市立西和中学校吹奏楽部       | 木管三重奏           | 協奏曲 （A.ヴィヴァルディ）                              | 金       |          |
| 10       | 四国／ 愛媛県     | 松山市立雄新中学校吹奏楽部         | サクソフォーン四重奏 | 「サクソフォーン四重奏曲第1番」より （J.B.サンジュレー） | 銀       |          |
| 11       | 東北／ 福島県     | 原町市立原町第二中学校吹奏楽部     | サクソフォーン四重奏 | 異教徒の踊り （P.ショルティーノ）                        | 金       |          |
| 12       | 東海／ 静岡県     | 富士宮市立富士宮第四中学校吹奏楽部 | サクソフォーン四重奏 | グラーヴェとプレスト （J.リヴィエ）                      | 銀       |          |
| 13       | 北海道／ 札幌地区 | 札幌市立宮の丘中学校吹奏楽部       | サクソフォーン四重奏 | 異教徒の踊り （P.ショルティーノ）                        | 銀       |          |
| 14       | 東京／ 中学       | 玉川学園中学部吹奏楽部             | サクソフォーン四重奏 | サクソフォーン四重奏曲 （A.デザンクロ）                  | 金       |          |
| 15       | 四国／ 香川県     | 三木町立三木中学校吹奏楽部         | サクソフォーン四重奏 | セヴィリア （I.アルベニス／M.ミュール）                  | 銀       |          |
| 16       | 関東／ 神奈川県   | 藤沢市立御所見中学校吹奏楽部       | サクソフォーン四重奏 | 「3つの小品」より （D.スカルラッティ／G.ピエルネ）       | 銅       |          |
| 17       | 中国／ 山口県     | 下関市立玄洋中学校吹奏楽部         | 金管八重奏           | 「3匹の猫」よりバレジ、ミスター・ジャムズ （C.ヘーゼル） | 銅       |          |
| 18       | 北陸／ 富山県     | 高岡市立牧野中学校吹奏楽部         | 金管八重奏           | あと1匹の猫：クラーケン （C.ヘーゼル）                   | 銅       |          |
| 19       | 東海／ 長野県     | 長野市立東部中学校吹奏楽部         | 金管八重奏           | ピアノとフォルテのソナタ （G.ガブリエーリ）              | 銀       |          |
| 20       | 北海道／ 旭川地区 | 旭川市立永山南中学校吹奏楽部       | 金管六重奏           | 金管六重奏のための組曲 （L.オストランスキー）            | 金       |          |

### 高校の部
| 高校の部 | 高校の部          | 高校の部                         | 高校の部             | 高校の部                                                        | 高校の部 | 高校の部   |
| No.      | 代表支部          | 団体名                           | 編成                 | 演奏曲（作曲者／編曲者）                                        | 賞       | 補足       |
| -------- | ----------------- | -------------------------------- | -------------------- | --------------------------------------------------------------- | -------- | ---------- |
| 1        | 北陸／ 福井県     | 福井県立武生東高等学校吹奏楽部   | 打楽器七重奏         | 祝典とコラール （N.デ・ポンテ）                                 | 金       |            |
| 2        | 四国／ 徳島県     | 徳島県立城南高等学校吹奏楽部     | 打楽器五重奏         | 5人の打楽器奏者のためのゲインズボーロー （T.ゴーガー）          | 銀       |            |
| 3        | 東京／ 高校       | 関東第一高等学校吹奏楽部         | 金管打八重奏         | ソナタ第6番 （S.プロコフィエフ／小林久仁郎）                    | 金       |            |
| 4        | 北海道／ 札幌地区 | 北海道大麻高等学校吹奏楽部       | クラリネット八重奏   | コラールと舞曲 （V.ネリベル）                                   | 銀       |            |
| 5        | 関東／ 千葉県     | 習志野市立習志野高等学校吹奏楽部 | クラリネット六重奏   | 「家族」よりパパ、ママ、フィリベール（12歳） （R.ルーシュール） | 銀       | W出場 ア-1 |
| 6        | 東京／ 高校       | 世田谷学園高等学校吹奏楽部       | クラリネット六重奏   | 幻想曲“さすらい人” （F.シューベルト／加藤政広）                 | 金       |            |
| 7        | 九州／ 福岡県     | 精華女子高等学校吹奏楽部         | フルート四重奏       | 夏山の一日 （E.ボザ）                                           | 銀       |            |
| 8        | 関西／ 大阪府     | 大阪信愛女学院高等学校吹奏楽部   | 木管五重奏           | 「3つの小品」より （J.イベール）                                | 銀       |            |
| 9        | 九州／ 福岡県     | 福岡県立東筑高等学校吹奏楽部     | 木管三重奏           | 「三重奏曲」より （F.ドヴィンヌ）                               | 銅       |            |
| 10       | 東海／ 三重県     | 三重県立四日市高等学校吹奏楽部   | 五重奏               | フォー・ブラザーズ （J.ジュフリー／K.ICHIHARA）                 | 銅       |            |
| 11       | 関東／ 千葉県     | 習志野市立習志野高等学校吹奏楽部 | サクソフォーン六重奏 | コンサート・オーバーチュア （S.ジョンソン）                     | 銀       | W出場 ア-2 |
| 12       | 北陸／ 石川県     | 石川県立寺井高等学校吹奏楽部     | サクソフォーン四重奏 | グラーヴェとプレスト （J.リヴィエ）                             | 銀       |            |
| 13       | 北海道／ 札幌地区 | 北海道札幌開成高等学校吹奏楽部   | サクソフォーン四重奏 | サクソフォーン四重奏曲第1番 （J.B.サンジュレー）                | 銅       |            |
| 14       | 中国／ 鳥取県     | 鳥取県立米子東高等学校吹奏楽部   | サクソフォーン四重奏 | 「サクソフォーン四重奏曲」より （A.デザンクロ）                 | 銅       |            |
| 15       | 四国／ 香川県     | 香川県立高松高等学校吹奏楽部     | サクソフォーン四重奏 | 「サクソフォーン四重奏曲」より （A.デザンクロ）                 | 金       |            |
| 16       | 東北／ 福島県     | 桜の聖母学院高等学校吹奏楽部     | サクソフォーン四重奏 | 「サクソフォーン四重奏曲」より （G.ラクール）                   | 銀       |            |
| 17       | 東海／ 愛知県     | 愛知工業大学名電高等学校吹奏楽部 | 金管八重奏           | 第7旋法による8声のカンツォン第2番 （G.ガブリエーリ）            | 金       |            |
| 18       | 東北／ 青森県     | 青森県立八戸北高等学校吹奏楽部   | 金管八重奏           | 「ニューヨークのロンドン子」よりラジオ・シティ （J.パーカー）   | 銀       |            |
| 19       | 中国／ 岡山県     | 金山学園高等学校吹奏楽部         | 金管八重奏           | 「カンツォンとソナタ集」よりカンツォン第14番 （G.ガブリエーリ） | 銀       |            |
| 20       | 関西／ 大阪府     | 明星高等学校吹奏楽部             | 金管七重奏           | 金管楽器のための2つのリチェルカーレ （W.オズボーン）            | 金       |            |

### 大学の部
| 大学の部 | 大学の部          | 大学の部                             | 大学の部             | 大学の部                                                                     | 大学の部 | 大学の部 |
| No.      | 代表支部          | 団体名                               | 編成                 | 演奏曲（作曲者／編曲者）                                                     | 賞       | 補足     |
| -------- | ----------------- | ------------------------------------ | -------------------- | ---------------------------------------------------------------------------- | -------- | -------- |
| 1        | 北海道／ 函館地区 | 北海道教育大学函館分校吹奏楽部       | 金管・打八重奏       | 「子供のアルバム」より葬送の行進、トッカータ （A.ハチャトゥリアン／S.YOKOI） | 金       |          |
| 2        | 関西／ 大阪府     | 関西大学応援団吹奏楽部               | クラリネット八重奏   | オーバード （森田一浩）                                                      | 銀       |          |
| 3        | 四国／ 香川県     | 香川大学吹奏楽団                     | クラリネット四重奏   | 3つのディヴェルティスマン （H.トマジ）                                       | 銅       |          |
| 4        | 関東／ 埼玉県     | 文教大学吹奏楽部                     | クラリネット四重奏   | 「クラリネット四重奏曲」より （P.M.デュボア）                                | 金       |          |
| 5        | 九州／ 福岡県     | 福岡大学応援指導部吹奏楽団           | サクソフォーン四重奏 | 「サクソフォーン四重奏曲」より （C.パスカル）                                | 銀       |          |
| 6        | 北陸／ 石川県     | 金沢大学アカデミアブラスアンサンブル | 金管八重奏           | 「カンツォンとソナタ集」よりカンツォン第8番 （G.ガブリエーリ）               | 銅       |          |
| 7        | 東北／ 岩手県     | 岩手大学吹奏楽部                     | 金管八重奏           | 「リュートのための古風な舞曲とアリア第3組曲」より （O.レスピーギ／T.KANEKO） | 銀       |          |
| 8        | 東海／ 愛知県     | 日本福祉大学合奏研究会吹奏楽団       | 金管五重奏           | 金管五重奏のための交響曲 （V.エワルド／R.キング）                            | 銀       |          |
| 9        | 東京／ 大学       | 亜細亜大学吹奏楽団                   | 金管五重奏           | 「金管五重奏曲第1番」より （V.エワルド／E.Tarr）                             | 銀       |          |
| 10       | 中国／ 島根県     | 島根大学吹奏楽部                     | トロンボーン四重奏   | ポートレート （G.ガーシュウィン／D.Armitage）                                | 金       |          |

### 職場の部
| 職場の部 | 職場の部          | 職場の部                     | 職場の部             | 職場の部                                                          | 職場の部 | 職場の部 |
| No.      | 代表支部          | 団体名                       | 編成                 | 演奏曲（作曲者／編曲者）                                          | 賞       | 補足     |
| -------- | ----------------- | ---------------------------- | -------------------- | ----------------------------------------------------------------- | -------- | -------- |
| 1        | 東海／ 静岡県     | ヤマハ吹奏楽団浜松           | クラリネット八重奏   | 「赤いけしの花」よりロシア水兵の踊り （R.グリエール／Y.YAMAMOTO） | 金       |          |
| 2        | 北海道／ 日胆地区 | 新日鐵室蘭吹奏楽団           | 木管四重奏           | 眠りの精 （J.ブラームス／保科洋）                                 | 銅       |          |
| 3        | 中国／ 広島県     | NTT中国吹奏楽団              | サクソフォーン四重奏 | 「サクソフォーン四重奏曲」より （A.デザンクロ）                   | 金       |          |
| 4        | 関東／ 神奈川県   | 日本電気玉川吹奏楽団         | サクソフォーン四重奏 | 民謡風ロンドの主題による序奏と変奏 （G.ピエルネ）                 | 銀       |          |
| 5        | 関西／ 大阪府     | 枚方寝屋川消防組合消防音楽隊 | 金管八重奏           | アンティフォニー第2番 （G.ガブリエーリ）                          | 銅       |          |
| 6        | 九州／ 福岡県     | ブリヂストン吹奏楽団久留米   | 金管八重奏           | 「ロンドンの小景」より （G.ラングフォード／日下部徳一郎）         | 金       |          |
| 7        | 東京／ 職場       | NTT東京吹奏楽団              | 金管六重奏           | 序曲“詩人と農夫” （F.スッペ／松尾善雄）                           | 銀       |          |
| 8        | 東北／ 宮城県     | JR東日本東北吹奏楽団         | 金管五重奏           | そりすべり （L.アンダーソン／高山直也）                           | 銀       |          |

### 一般の部
| 一般の部 | 一般の部          | 一般の部                           | 一般の部             | 一般の部                                                             | 一般の部 | 一般の部 |
| No.      | 代表支部          | 団体名                             | 編成                 | 演奏曲（作曲者／編曲者）                                             | 賞       | 補足     |
| -------- | ----------------- | ---------------------------------- | -------------------- | -------------------------------------------------------------------- | -------- | -------- |
| 1        | 中国／ 島根県     | アンサンブル・アットホーム         | 木管五重奏           | 「ディヴェルティメント」より （J.ハイドン／H.ペリー）                | 銀       |          |
| 2        | 東京／ 一般       | 乗泉寺吹奏楽団                     | クラリネット三重奏   | 《retour》 - 3本のクラリネットのための - （西部哲哉）                | 金       |          |
| 3        | 北海道／ 札幌地区 | 札幌吹奏楽団                       | サクソフォーン四重奏 | 「弦楽四重奏曲第1番」よりアンダンティーノ （C.ドビュッシー／L.Teal） | 銅       |          |
| 4        | 東海／ 岐阜県     | 長良シンフォニックバンド           | サクソフォーン四重奏 | 3つの小品 （D.スカルラッティ／G.ピエルネ）                           | 銅       |          |
| 5        | 九州／ 長崎県     | 佐世保吹奏楽団                     | サクソフォーン四重奏 | 弦楽四重奏曲「アメリカ」より （A.ドヴォルザーク／阪口新）            | 銀       |          |
| 6        | 四国／ 愛媛県     | 松山サクソフォーンアンサンブル     | サクソフォーン四重奏 | 3つの会話 （P.ピエルネ）                                             | 銅       |          |
| 7        | 東北／ 宮城県     | 仙台サクソフォンアンサンブルクラブ | サクソフォーン四重奏 | グラーヴェとプレスト （J.リヴィエ）                                  | 銀       |          |
| 8        | 北陸／ 石川県     | 百萬石ウインドオーケストラ         | 金管八重奏           | 「金管のための交響曲」より （J.クーツィール）                        | 金       |          |
| 9        | 関西／ 大阪府     | 淀川工業高等学校OB吹奏楽団         | 金管八重奏           | 第7旋法による8声のカンツォン第1番 （G.ガブリエーリ）                 | 金       |          |
| 10       | 関東／ 茨城県     | 古河地区吹奏楽集団                 | 金管六重奏           | ナポリの主題による変奏曲 （L.デンツァ／福田昌範）                    | 銀       |          |